# Tierps härad
Tierps härad var ett härad och tidigare hundare i norra Uppland under medeltiden, första gången omtalat 1280. År 1612 slogs häradet ihop med Vendels härad till det nya Örbyhus härad.
Under medeltiden hörde Aspnäs med gårdarna Gundbo, Hindersbo, Holvarbo och Önby till häradet, men överfördes i medeltidens slut till Östervåla socken och Våla härad. Först 1889 överfördes de administrativt till Östervåla. Ingeborgbo hörde kyrkligt till Östervåla men administrativt till Tierp. Till Tierps härads tingslag hörde även Vadkar åtting, som låg i Västlands socken.
Den ursprungliga rätta tingsstaden är inte känd. I ett dokument från 18/1-1357 sägs ett köpekontrakt ha upprättats "a ræto thynge" i Tierp. Lagmansting hölls 1491 i Svanby, Tierps socken, 1492 i Sjukarby, Tolfta socken och 1496 i Vallby, Tierps socken.
1456 fastställde kung Karl Knutsson (Bonde) ett av de första häradsvapnen för Tierps härad när han i ett brev till allmogen i häradet sade sig vilja:
| ”                          | vnne och gifwe eder, edhre Effterkommande Try Humble Ax i edhert Indigle | „ |
| – Brev den 24 augusti 1456 |                                                                          |   |

Denna bild togs 1954 upp av Tierps köping och landskommun, samt 1977 av Tierps kommun

## Socknar i Tierps härad
- Tierps socken (då inklusive Söderfors socken)
- Tolfta socken